# Pierre-Étienne Drouault
« Drouault » redirige ici. Pour l’article homophone, voir Drouot.
Pierre-Étienne Drouault, né le 9 décembre 1990 au Mans, est un joueur français de basket-ball. Il évolue aux postes d'ailier et arrière.

## Clubs successifs
- 2011-2013 :  Angers BC (NM1)
- 2013-2016 :  ALM Évreux (Pro B)
- 2016-2017 :  Saint-Quentin BB (Pro B)
- 2017-2018 : 
  -  Cholet Basket (Pro A)
  -  Boulazac BD (Pro A)
- 2018-2020 :  ESSM Le Portel (Jeep Élite)
- 2020-2022 :  Rouen MB (Pro B)
- Depuis 2022 :  Tours MB (NM1)